# حبيل الشهولي (حبيل جبر)

تعديل مصدري - تعديل

حبيل الشهولي هي إحدى قرى عزلة حبيل جبر بمديرية حبيل جبر التابعة لمحافظة لحج، بلغ تعداد سكانها 71 نسمة حسب تعداد اليمن لعام 2004.